# Palos de la Frontera
Palos de la Frontera è un comune spagnolo di 8 415 abitanti situato nella comunità autonoma dell'Andalusia a 15 km da Huelva, capoluogo dell'omonima provincia. I suoi abitanti si chiamano palensi.
Palos è famosa poiché, il 3 agosto 1492, salparono Cristoforo Colombo a bordo della Santa María, Vicente Yáñez Pinzón a bordo della Niña e Martín Alonso Pinzón a bordo della Pinta. Oggi tutti i luoghi significativi dell'impresa sono visitabili attraverso il percorso turistico dei luoghi Colombiani.

## Geografia fisica
È situata sulla riva sinistra dell'estuario del fiume Tinto dove si unisce con il fiume Odiel.

## Toponimo
Fino al 1642 la città si chiamò soltanto Palos, nome derivato dal latino palus cioè palude, laguna. Poi, siccome all'inizio del XVI secolo i cronisti dell'impresa di Colombo avevano iniziato ad associarla alla vicina città di Moguer e la chiamavano Palos de Moguer, e questo uso diventava erroneamente anche ufficiale, il consiglio comunale decise di assumere una deliberazione con la quale si stabiliva di chiamare la città Palos de la Frontera.

## Stemma
Sullo stemma municipale della città c'è la scritta Cuna del descubrimiento de America cioè culla della scoperta dell'America. In effetti tutta l'organizzazione del viaggio, la scelta dei comandanti delle caravelle e dei marinai che furono in maggioranza della comarca, il rifornimento delle caravelle avvenne a Palos dove Colombo risiedette prima di partire da qui e, il 15 marzo 1493, approdò nel viaggio di ritorno. Qui approdò nel 1528 anche Hernán Cortés (1485-1547) di ritorno dalla conquista del Messico.

## Storia
La presenza di dolmen nella zona e i ritrovamenti archeologici permettono di affermare che già nel Paleolitico superiore vi si trovavano insediamenti umani. Nel territorio si susseguirono popoli diversi: Tartesici, Fenici, Romani, Visigoti e Arabi; la prima documentazione ufficiale dell'esistenza di Palos si ha quando Alfonso XI di Castiglia nel 1320 l'assegnò ad Alfonso Carro e a sua moglie Berenguela Gomez separandola dal regno almohade di Niebla al quale era ancora legata nonostante la riconquista nel XII secolo. Era comunque un piccolo porto di pescatori, ma il vero fondatore di Palos va considerato Álvar Pérez de Guzmán quattordicenne quando nel 1379 Alfonso XI di Castiglia gli concesse i centri di Palos e Villalba come compenso per avergli tolto Huelva e Gibraleón per cederli alla duchessa di Medinaceli.
Álvar Pérez ottenne anche dal re il privilegio dell'esonero del pagamento di qualsiasi tassa alle prime 50 famiglie che si fossero trasferite stabilmente a Palos. Riuscì così a ripopolare il paese. Stabilì inoltre lo statuto municipale e dedicò le scarse e poco produttive terre del luogo alla coltivazione della vite e dell'ulivo e alla produzione del vino e dell'olio. In questo modo ottenne il ripopolamento del paese e un miglioramento della sua economia che prima era fondata soltanto sulla pesca costiera. Alvar Perez sposò Elvira de Ayala, figlia del Cancelliere di Castiglia, e morì prematuramente. La vedova continuò il lavoro iniziato dal marito fino alla morte avvenuta nel 1434.
La signoria di Palos passò per metà a ciascuna delle figlie di nome Isabel e Juana che avevano sposato rispettivamente il conte di Miranda del Castañar e il conte di Cifuentas. I Miranda vendettero la sesta parte della loro metà a Enrique de Guzmán duca di Medina Sidonia e conte di Niebla, i Cifuentas cedettero la loro metà ai Re Cattolici nel 1492 proprio nell'anno in cui stava per partire Cristoforo Colombo.
Alla metà del XV secolo Palos aveva ottenuto un periodo di prosperità e di sviluppo demografico raggiungendo i 2 500 abitanti grazie alle attività marinare dei suoi cittadini che tenevano rapporti commerciali con l'Europa mediterranea e con quella nordatlantica basati sui prodotti della pesca e su altri prodotti che importavano dalla Guinea dove si spingevano da abili navigatori atlantici quali erano. Un decennio d'oro fu quello fra il 1470 e il 1479 quando la rivalità fra il Portogallo e la Castiglia per il possesso della Guinea portò alla guerra fra i due stati. Per la sua posizione Palos divenne il porto base per le incursioni nella Guinea degli Spagnoli. Buona parte degli equipaggi delle navi della flotta della regina Isabella fu costituita da marinai di Palos esperti della navigazione atlantica verso la Guinea che molti di essi esercitavano per motivi commerciali.
Colombo venne a Palos a preparare il suo famoso viaggio e i francescani del Monastero della Rábida lo misero in contatto con Martín Alonso Pinzón, leader indiscusso della marineria. A lui Colombo affidò l'incarico di reclutare gli equipaggi delle tre caravelle e Martín Alonso arruolò i migliori marinai da lui conosciuti, quasi tutti suoi parenti o amici della comarca di Palos. Per incarico di Colombo stimò il valore della Pinta e della Niña, che lui deteneva in affitto, fissandolo in mezzo milione di maravedí che risultò circa la terza parte dell'intero costo della spedizione. A lui Cristoforo Colombo affidò il comando della Pinta e a suo fratello Vicente Yáñez Pinzón quello della Niña. La partenza avvenne il 3 agosto 1492.
Da Palos partirono poi diversi viaggi di navigatori spagnoli diretti alla scoperta e alla conquista di nuove terre cui presero parte molti marinai di Palos. Finita l'epoca di questi viaggi e aumentando la stazza delle navi che abbisognavano di fondali più alti di quelli offerti dal porto fluviale che, fra l'altro, andava progressivamente insabbiandosi, Palos non fu più in grado di competere con i grandi porti dell'Atlantico cui facevano capo le navi transatlantiche: Cadice, Lisbona, Porto e La Coruña, mentre a Siviglia si accentrarono i commerci col Nuovo Mondo. I marinai e gli armatori più capaci e coraggiosi emigrarono e Palos progressivamente si spopolò e si trovò senza navi, riducendo la sua popolazione alla metà del Settecento a soli 125 abitanti che si dedicavano ad una modesta attività agropastorale di sussistenza col rischio di estinzione del paese capoluogo.
Soltanto alla fine del secolo XVIII si risollevò grazie all'intervento di alcuni imprenditori catalani che si dedicarono all'esportazione dei vini prodotti nella zona. Iniziò allora un lento ma continuo ripopolamento del paese. Palos tornò per un giorno agli onori della cronaca nel 1926 quando da qui partì l'idrovolante spagnolo chiamato Plus ultra che per primo effettuò la trasvolata dall'Europa a Buenos Aires; evento ricordato da un monumento posto sul Molo delle caravelle dove in occasione del quinto centenario della scoperta dell'America sono poste le riproduzioni delle tre caravelle di Colombo.
Al ritorno i trasvolatori furono accolti con grandi onori alla presenza del re Alfonso XIII che, in quell'occasione, assegnò a Palos il titolo di città e quello di Eccellentissimo al suo sindaco. A partire dal secolo XX per Palos si ebbe un risveglio economico grazie alla modernizzazione e diversificazione dell'agricoltura con le colture irrigue di frutta, soprattutto delle famose fragole di Palos oggi esportate in tutta Europa, all'istituzione di un polo industriale nella provincia e alla valorizzazione per il turismo balneare delle sue Playas de Mazagon spiagge sabbiose lunghe 12 km con zone dotate di attrezzature moderne come il porto sportivo. Importanti per il turismo anche i rapporti culturali che la città cura con i paesi latinoamericani e l'utilizzazione della sua notorietà come posto legato all'impresa colombiana, cui sono dedicate feste e manifestazioni culturali diverse. Particolare cura si dedica, inoltre, alla conservazione dei luoghi e degli edifici legati all'impresa.

## Clima
| Palos de la Frontera | Mesi | Mesi | Mesi | Mesi | Mesi | Mesi | Mesi | Mesi | Mesi | Mesi | Mesi | Mesi | Stagioni | Stagioni | Stagioni | Stagioni | Anno |
| Palos de la Frontera | Gen  | Feb  | Mar  | Apr  | Mag  | Giu  | Lug  | Ago  | Set  | Ott  | Nov  | Dic  | Inv      | Pri      | Est      | Aut      | Anno |
| -------------------- | ---- | ---- | ---- | ---- | ---- | ---- | ---- | ---- | ---- | ---- | ---- | ---- | -------- | -------- | -------- | -------- | ---- |
| T. max. media (°C)   | 14,2 | 15,6 | 17,7 | 20,6 | 24,1 | 26,5 | 28,9 | 29,5 | 27,2 | 23,4 | 19,0 | 15,1 | 15,0     | 20,8     | 28,3     | 23,2     | 21,8 |
| T. min. media (°C)   | 7,7  | 8,8  | 10,5 | 11,7 | 16,8 | 17,7 | 20,2 | 20,8 | 18,7 | 14,9 | 10,8 | 8,5  | 8,3      | 13,0     | 19,6     | 14,8     | 13,9 |
| Precipitazioni (mm)  | 60   | 52   | 59   | 37   | 28   | 10   | 1    | 1    | 21   | 60   | 75   | 69   | 181      | 124      | 12       | 156      | 473  |

## Economia
La sua economia si basa sulla pesca costiera e dei crostacei, sull'artigianato della ceramica e sulle colture irrigate di frutta e soprattutto delle famose fragole chiamate "Fréson de Palos".

## Monumenti
- Monasterio de Santa Maria de la Rábida costruito nei secoli XIV-XV fra i pini di una vicina collinetta dell'estuario. Qui trovò ospitalità ed aiuto Cristoforo Colombo nel 1484-85.
- Iglesia de San Jorge, chiesa del 1473 con numerose opere d'arte.
- La statua in alabastro di Nuestra Señora de los Milagros venerata da Colombo.
- Casa de la Misericordia già Hospital de la Sangre del XIV secolo dove erano curati non solo gli abitanti bisognosi di Palos, ma i marinai di altre località ammalati e impossibilitati ad essere curati nelle loro famiglie lontane.
- Fontanilla fontana pubblica in stile mudejar del XIII secolo. Secondo la tradizione, a questa fontana i marinai avrebbero attinto le provviste d'acqua per le tre caravelle in partenza per l'America.
- Casa Museo de Martín Alonso Pinzón del XV secolo costruita da Martin Pinzón padre dei tre fratelli Martin Alonso, Vicente Yañez e Francisco Maria Pinzón che parteciparono alla scoperta dell'America con mansioni di comando. In essa vissero fino a pochi anni fa i discendenti della famiglia Pinzón.
- Muelle de la Calzadilla molo del IV secolo ricostruito recentemente, da qui partì l'idrovolante Plus Ultra.
- Muelle de la Reyna costruito nel 1892. Accanto al molo si trova il Monumento del Plus Ultra donato dall'Argentina.
- Muelle de las Carabelas, museo dedicato alla scoperta dell'America, dove sono attraccate le riproduzioni delle tre caravelle di Colombo.
- Universidad hispano-americana de la Rábida, dal 1943 luogo d'incontro durante l'estate degli americanisti di tutto il mondo.
- Monumento a Martin Alonso Pinzón del 1929.

Per gli amanti della natura ci sono: la Laguna de Palos y Madres, insieme di lagune resto di un cordone di lagune che univano le maremme dei fiumi Tinto e Odiel con quelle del Guadalquivir, la Marisma Domingo Rubio con bel paesaggio maremmano dove vivono piante e animali marini stanziali o di passo, Parque Botánico con piante autoctone e tropicali per un'estensione di 8 ettari.

## Feste
- San Jorge Martir il 23 aprile,
- Virgen de los milagros con la romeria (pellegrinaggio) alla fine di agosto.
- Commemorazione della partenza delle "caravelle" il 3 agosto e analoga commemorazione per la ricorrenza del ritorno delle "caravelle" il 15 marzo.
- Nella settimana precedente o seguente il 15 marzo in occasione della Feria medieval del descubrimiento, il centro si trasforma in una città del XV secolo.
- Durante i mesi di luglio e agosto si svolgono i lavori del Foro hibero-americano e, nell'occasione, concerti, danza, rappresentazioni teatrali, opera e festeggiamenti.

## Amministrazione

### Gemellaggi
- Cabo de Santo Agostinho, Brasile
- Lagos, Portogallo
- Latina, Italia
- Soyaux, Francia